# Eliška z Jevišovic
Eliška z Jevišovic (před 1347 – po 1385) byla moravská šlechtična.

## Život
Eliška pocházela patrně z rodu Ronovců, což lze odvodit od jmen jejích synů.
V pramenech je poprvé zmíněna roku 1362. Znovu se připomíná v roce 1376, kdy figurovala ve sporu o věno v Medlově, a roku 1385, kdy jí oba synové přiznali věno ve výši 500 hřiven. Poté z listin zmizela.
Byla provdána za Sezemu II. z Jevišovic, kterému porodila syny Jindřicha I. Zajímače a Hynka I. Suchého Čerta.